# Templo de Ellesiya

El Templo de Ellesiya en el Museo Egipcio de Turín.

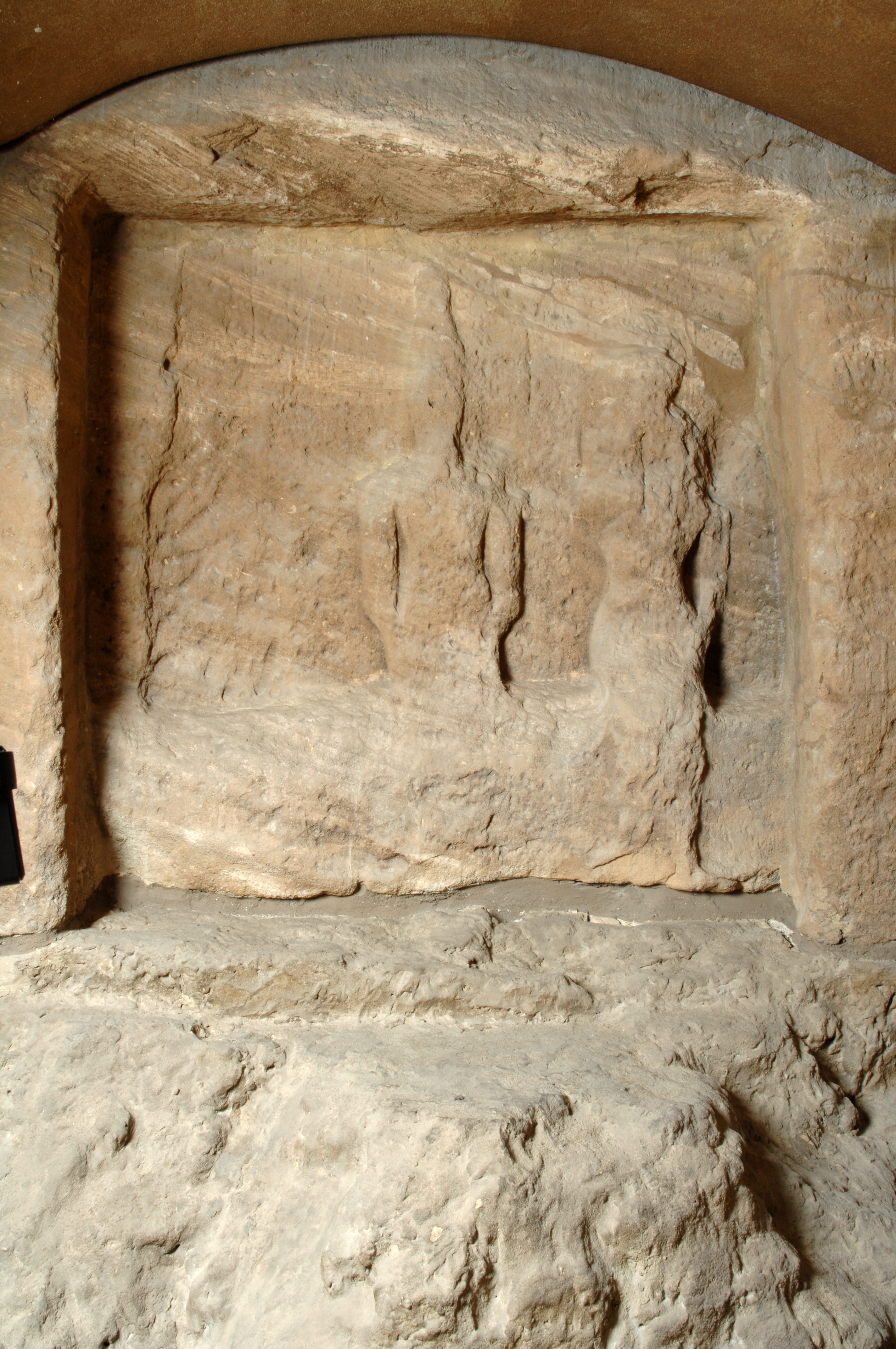
Interior del templo.

El Templo de Ellesiya fue mandado construir por el faraón Tutmosis III en el siglo XV a. C. Fue consagrado en el año 1454 a. C. Se encontraba en el enclave nubio de Ellesiya, entre la primera y la segunda catarata del río Nilo, a unos 225 kilómetros al sur de Asuán. Se trata de un hemispeos, o templo de tipo rupestre excavado en la roca. 
En 1965 el Museo Egipcio de Turín se sumó a las tareas de salvamento del templo que iba a ser cubierto por las aguas del Lago Nasser una vez se concluyera la presa de Asuán. Egipto donó cuatro de los templos salvados a los países que respondieron a este reclamo en una manera significativa: Dendur a los Estados Unidos (se encuentra actualmente en el Metropolitan Museum de Nueva York), Ellesiya a Italia, Taffa a los Países Bajos (Rijksmuseum van Oudheden de Leiden) y Debod a España (Madrid). 
El monumento fue donado a Italia en 1966 siendo ubicado en el Museo Egipcio de Turín, donde dispone de sala propia. En la década de 1990 fue completamente restaurado por egiptólogos del Museo turinés bajo la dirección del arqueólogo Silvio Curto.